# Oblast' di Dnipropetrovs'k
L'oblast' di Dnipropetrovs'k (in ucraino Дніпропетровська область?, Dnipropetrovs'ka oblast') è una delle 24 oblast' dell'Ucraina. 
Nel 2019 la Corte costituzionale dell'Ucraina ha approvato il cambio del nome della regione in oblast' di Sičeslav (in ucraino Січесла́вська о́бласть?), ma tale denominazione non è ancora entrata in vigore.

## Geografia
Confina con le oblast' di Poltava e Charkiv a nord, l'oblast' di Donec'k a est, gli oblast' di Zaporižžja e Cherson a sud e le oblast' di Mykolaïv e Kirovohrad a ovest.

## Amministrazione
Dal 18 luglio 2020 l'oblast' è suddivisa amministrativamente in 7 distretti: 
- Distretto di Dnipro
- Distretto di Kam"jans'ke
- Distretto di Kryvyj Rih
- Distretto di Nikopol'
- Distretto di Novomoskovs'k
- Distretto di Pavlohrad
- Distretto di Synel'nykove

I dati che seguono mostrano il numero di ogni tipo di suddivisione amministrativa:
- Distretti: 7
- Città: 20
- Insediamenti rurali: 46
- Villaggi: 1 430

### Situazione antecedente il 2020
Prima della riforma amministrativa del 2020, nell'oblast' si trovavano 22 distretti e 13 città di rilevanza regionale

## Onorificenze
.